# Дука, Иоан Александру
Иоан Александру Дука (рум. Ioan Alexandru Duca; 16 октября 1816, Бухарест, княжество Валахия — 4 декабря 1889, Бухарест, Королевство Румыния ) — румынский государственный и военный деятель, генерал, военный министр Соединённых княжеств Молдавии и Валахии (19 ноября 1868–13 июня 1869).
Представитель аристократического рода.